# 马銮中心站
马銮中心站位于福建省厦门市海沧区灌新路与东孚东路路口，設計上为厦门轨道交通2号线与6号线的同台换乘站。本站在2号线开通后未投入使用，但在2024年5月1日至2日，为服务车站周边的音乐节活动临时开放过。规划中的4号线二期工程将经过本站。

## 车站构造
| 地面层   |          | 出入口                               |  |  |
| 地下一层 |          | 商店、票务服务、客服中心、进出站闸机 |  |  |
| 地下二层 |          | 2 往天竺山方向 （鼎美）              |  |  |
|          | 岛式站台 |                                      |  |  |
|          |          | 6 往凤林方向 （陈井）                |  |  |
|          |          | 6 往龙江明珠方向 （鼎美）            |  |  |
|          | 岛式站台 |                                      |  |  |
|          |          | 2 往五缘湾方向 （新阳大道）          |  |  |